# Comté de Drummond
Pour les articles homonymes, voir Drummond.
Le comté de Drummond était un comté municipal du Québec ayant existé entre 1855 et le début des années 1980. Le territoire qu'il couvrait fait aujourd'hui partie des régions du Centre-du-Québec et de l'Estrie et est compris principalement dans la MRC de Drummond, et en partie dans la MRC de Val-Saint-François. Son chef-lieu était la ville de Drummondville.
Le comté est nommé en l'honneur de Sir Gordon Drummond.

## Municipalités situées dans le comté
- Drummondville
- Durham-Sud
- Kingsey Falls
- L'Avenir
- Lefebvre

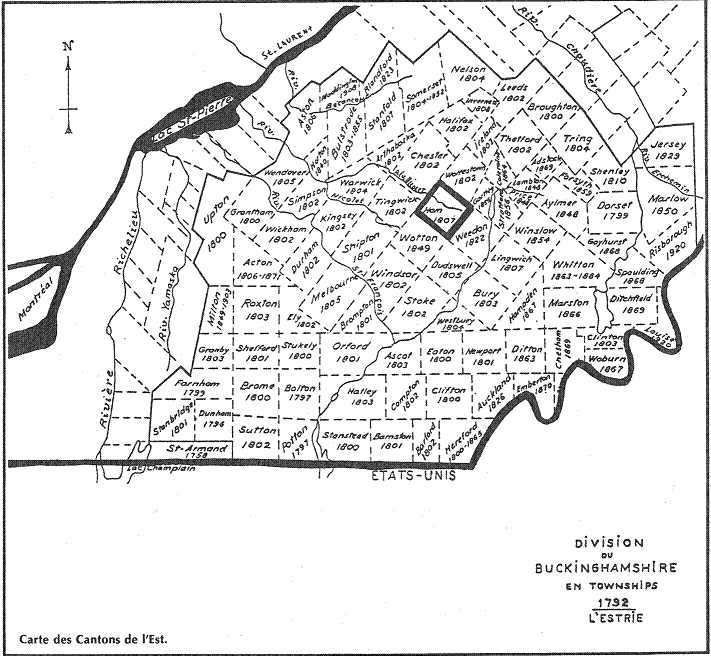
Carte des cantons de l'est, incluant ceux qui ont formé le comté de Drummond

- Notre-Dame-du-Bon-Conseil (paroisse)
- Notre-Dame-du-Bon-Conseil (village)
- Saint-Bonaventure
- Saint-Charles-de-Drummond (fusionné à Drummondville en 2004)
- Saint-Cyrille-de-Wendover
- Sainte-Brigitte-des-Saults
- Saint-Edmond-de-Grantham
- Saint-Eugène
- Saint-Félix-de-Kingsey
- Saint-Germain-de-Grantham
- Saint-Guillaume
- Saint-Joachim-de-Courval (fusionné à Drummondville en 2004)
- Saint-Joseph-de-Grantham (fusionné à Drummondville en 1955)
- Saint-Lucien
- Saint-Majorique-de-Grantham
- Saint-Nicéphore (appelé Watkins Mill jusqu'en 1944, fusionné à Drummondville en 2004)
- Ulverton
- Wickham

## Description
Le comté a été formé de sept cantons ou parties de cantons, dont six sont disposés en trois rangs: Durham et Kingsey au sud, Wickham et Simpson au centre, et Grantham et Wendover au nord. Upton, situé à l'ouest de ceux-ci, est partagé avec le comté de Bagot. 